# Гарсия Арно (граф Бигорра)
Гарси́я Арно́ (фр. Garcia Arnaud; умер в 1025 или 1032) — граф Бигорра (около 1000—1025/1032), последний мужской представитель старшей линии Бигоррской династии.

## Биография
Гарсия Арно был, вероятно, единственным сыном Арно (Гарсии Арно) I, возможно, некоторое время управлявшего графством Бигорр. Родство между ними устанавливается историками только на основе ономастических данных. Гарсия Арно стал графом после смерти около 1000 года своего дяди, бездетного графа Луи. О правлении графа Гарсии Арно известно не очень много. Наиболее подробно освещена в документах его деятельность по защите и покровительству церквям и монастырям, находившимся в его владениях, которым он передал несколько значительных земельных владений.
Около 1022 года, как вассал герцога Гаскони Санша VI Гильома, Гарсия Арно принимал участие в торжественной церемонии основания герцогом большого монастырь Сен-Пе-де-Женере. В составленной по этому случаю хартии, подпись графа Бигорра стоит раньше, чем подписи других вассалов гасконского герцога, в том числе, впереди таких крупных феодалов как виконт Беарна Сантюль IV и граф д’Арманьяк Бернар II. Это может свидетельствовать о первенствующем положении, которое занимал Гарсия Арно среди вассалов герцога Гаскони. В качестве дара новому монастырю, граф Бигорра передал обители треть доходов от рынка в принадлежавшем ему городе Лурд.
В конце жизни у графа Гарсии Арно произошёл конфликт с его сеньором, герцогом Саншем VI Гасконским, по вопросу о границах между их владениями. Спор разрешился мирным путём: по обоюдному согласию, в присутствии многих знатных лиц, герцог и граф встретились на границе, совместно объехали спорные земли и установили их принадлежность.
Граф Бигорра Гарсия Арно скончался в 1025 или в 1032 году. От брака с Рихардой (умерла в ноябре 1046), возможно, дочерью графа Астарака Гильома I, он имел только одну дочь, Герсенду (около 986—около 1032/1034), которая приблизительно с 1010 года была замужем за графом Фуа и Кузерана Бернаром Роже. Так как у Гарсии Арно не было сыновей, его владения перешли к его дочери, а от неё, по праву супруга, к графу Бернару Роже, ставшему первым графом Бигорра из Фуа-Каркассонского дома.